# ماكس ستشيرزير
ماكس ستشيرزير (مواليد 27 يوليو 1984) هو لاعب كرة قاعدة أمريكي يلعب في نادي نيويورك ميتس.